# サン・マウロ・ラ・ブルーカ
サン・マウロ・ラ・ブルーカ（伊: San Mauro la Bruca）は、イタリア共和国カンパニア州サレルノ県にある、人口約600人の基礎自治体（コムーネ）。

## 地理

### 位置・広がり

#### 隣接コムーネ
隣接するコムーネは以下の通り。
- アシェーア
- チェントラ
- チェラーゾ
- フターニ
- モンターノ・アンティーリア
- ピショッタ